# کستانیویتسا نا کرکی
کستانیویتسا نا کرکی (به آلمانی: Landstraß) در اسلوونی با جمعیت ۷۰۳ نفر است که در کارنیولای سفلی واقع شده‌است.  در اواسط قرن وسطی یک بازار تجاری مهم در این شهر تاسیس شد و باعث شکل گرفتن و شناخته شدن این شهر شد. اما در قرن 15 میلادی با چندین حمله نظامی مختلفی که توسط دولت عثمانی انجام شد این شهر به یک ویرانه تبدیل شد.